# Olesicampe incompleta
Olesicampe incompleta är en stekelart som först beskrevs av Carl Gustav Alexander Brischke 1880.  Olesicampe incompleta ingår i släktet Olesicampe och familjen brokparasitsteklar.

## Underarter
Arten delas in i följande underarter:
- O. i. pumila
- O. i. transiens